# Metcalfia compacta
Metcalfia compacta är en gräsart som först beskrevs av Pierre Edmond Boissier och Theodor Heinrich von Heldreich, och fick sitt nu gällande namn av Clayton. Metcalfia compacta ingår i släktet Metcalfia och familjen gräs. Inga underarter finns listade i Catalogue of Life.